# Intense (album)
Pour les articles homonymes, voir Intense.
Albums de Armin van Buuren
Mirage
(2010) Embrace
(2015)
Singles
1. Waiting for the Night
Sortie : 21 janvier 2013
2. This Is What It Feels Like
Sortie : 5 avril 2013
3. Beautiful Life
Sortie : 20 septembre 2013
4. Intense
Sortie : 22 novembre 2013
5. Alone
Sortie : 11 février 2014

Intense est le cinquième album studio du disc jockey et producteur de musique néerlandais Armin van Buuren, sorti le 3 mai 2013,. Il succède à Mirage (2010) et précède Embrace (2015).

## Liste des pistes
| 1.    | Intense (feat. Miri Ben-Ari)                      | 8:47 |
| 2.    | This Is What It Feels Like (feat. Trevor Guthrie) | 3:23 |
| 3.    | Beautiful Life (feat. Cindy Alma)                 | 6:08 |
| 4.    | Waiting for the Night (feat. Fiora)               | 3:04 |
| 5.    | Pulsar                                            | 6:31 |
| 6.    | Sound of the Drums (feat. Laura Jansen)           | 3:55 |
| 7.    | Alone (feat. Lauren Evans)                        | 4:04 |
| 8.    | Turn This Love Around (vs. NERVO feat. Laura V.)  | 5:22 |
| 9.    | Won't Let You Go (feat. Aruna)                    | 6:35 |
| 10.   | In 10 Years From Now                              | 0:56 |
| 11.   | Last Stop Before Heaven                           | 6:27 |
| 12.   | Forever Is Ours (feat. Emma Hewitt)               | 6:41 |
| 13.   | Love Never Came (feat. Richard Bedford)           | 7:00 |
| 14.   | Who’s Afraid of 138?!                             | 5:49 |
| 15.   | Reprise (feat. Bagga Bownz)                       | 3:12 |
| 79:11 |                                                   |      |

| iTunes Bonus Tracks | iTunes Bonus Tracks                                 | iTunes Bonus Tracks | iTunes Bonus Tracks | iTunes Bonus Tracks | iTunes Bonus Tracks | iTunes Bonus Tracks | iTunes Bonus Tracks | iTunes Bonus Tracks | iTunes Bonus Tracks |
| No                  | Titre                                               | Durée               |                     |                     |                     |                     |                     |                     |                     |
| ------------------- | --------------------------------------------------- | ------------------- | ------------------- | ------------------- | ------------------- | ------------------- | ------------------- | ------------------- | ------------------- |
| 16.                 | Humming The Lights (Armin van Buuren presents Gaia) | 6:57                |                     |                     |                     |                     |                     |                     |                     |
| 17.                 | Don't Want To Fight Love Away (feat. Cindy Alma)    | 7:22                |                     |                     |                     |                     |                     |                     |                     |
| 86:08               |                                                     |                     |                     |                     |                     |                     |                     |                     |                     |